# Gilberto Garcia
Antonio Gilberto Garcia Costa (Uberlândia, 28 de maio de 1936 — Goiânia, 21 de março de 1996) foi um roteirista, cantor, ator, empresário, radioator, produtor de elenco e ator de rádio, cinema e televisão brasileiro. 
Conheceu Moacyr Franco ainda jovem, com quem formou uma dupla e juntos foram para Ribeirão Preto, onde iniciaram a carreira artística. Trabalhou como roteirista dos programas Moacyr Franco Show, Os Trapalhões, Chico Anysio Show, entre outros. No cinema trabalhou no roteiro do filme O Cinderelo Trapalhão. Foi assistente de produção no filme Estranhas Relações. Como ator fez o filme Ninguém Segura Essas Mulheres e a novela Vejo a Lua no Céu. Foi produtor de elenco da Rede Globo no final dos anos 70.
Gilberto estreou na rádio PRA-7 em 1956 tendo sido apadrinhado por Aloysio Silva Araújo, participando de um programa juvenil apresentado por Wilson Gasparini. Gilberto cantava músicas francesas neste programa. Estreou como ator de televisão no programa Miss Campeonato em 1960.
Em 1994, possuía junto com Moacyr Franco uma empresa de criação e exportação de peixes no Centro-Oeste brasileiro.
Foi casado com Dirce Engracia Prieto com quem teve quatro filhos: além das atrizes Isabela e Rosana, Gilberto e Ricardo.

## Filmografia
- 1960 - Miss Campeonato[4]
- 1961 - O Riso É o Limite
- 1962 - Show Doçura
- 1963 - Praça da Alegria
- 1970 - Moacyr Franco Show
- 1971 - Faça Humor, Não Faça Guerra
- 1972 - O Primeiro Amor
- 1974 - O Espigão
- 1975 - Balança Mas Não Cai
- 1976 - Vejo a Lua no Céu
- 1979 - Os Trapalhões
- 1981 - Moacyr Franco Show
- 1983 - Estranhas Relações